# Liceu de Goa
A Escola Secundária Técnica Governamental — entre 1854 e 1966 Liceu de Goa —, é uma instituição de ensino público de nível secundário do estado indiano de Goa.
Foi criada por portaria de 9 de novembro de 1854, emitida pelo então governador do Estado da Índia, José Joaquim Januário Lapa, 1.º visconde de Vila Nova de Ourém. Chegou a denominar-se "Liceu Central de Nova Goa" e mais tarde por "Liceu Nacional Afonso de Albuquerque".
Com a extinção da Índia Portuguesa, passou a integrar o sistema indiano, tornando-se a "Escola Secundária Técnica Governamental" (em inglês: Government Technical High School), em 1966. No ano de sua transformação em escola secundária era uma instituição grandiosa. Perdeu seu principal edifício, que ficou como espólio para o Supremo Tribunal de Bombaim para Goa; outras edificações tornaram-se o Colégio de Artes e Ciências Dhempe, a Escola Primária Bal Bhavan, a Faculdade de Direito Vasudev Mahadeva Salgaocar (uma das instituições orgánicas da Universidade de Goa) e o Colégio de Comércio Dempo.